# Martín Galván
Pour les articles homonymes, voir Galván.
Martín Luis Galván Romo, dit Martín Galván (né le 14 février 1993 à Acapulco, dans l'État du Guerrero, Mexique) est un footballeur mexicain évoluant au poste d'attaquant au Salamanque CF.

## Carrière en club
Le 5 janvier 2008, Martín Galván entre à la 85e minute du match de Championnat du Mexique de football entre le CD Cruz Azul et le CF Monterrey, devenant ainsi le plus jeune joueur professionnel de l'histoire du football mexicain à 14 ans et 335 jours. Le match se termine sur une victoire du Cruz Azul un but à zéro.
En 2006, alors âgé de 13 ans, il est repéré par les recruteurs du FC Barcelone qui l'invitent à faire un essai en Espagne, mais il est dans l'incapacité de faire le voyage. En février 2012, il obtient un essai avec l'Impact de Montréal qui fait son entrée en Major League Soccer.

## Carrière internationale
Il fait partie de l'équipe du Mexique des moins de 17 ans. Lors du Championnat des moins de 17 ans de la CONCACAF 2009, il inscrit trois buts en trois rencontres.
Il marque son quatrième but lors d'un match contre Nigata et le cinquième contre le Japon lors d'un tournoi amical. Néanmoins, il rate la Coupe du monde de football des moins de 17 ans 2009 à cause de son indiscipline.